# Rue Jacqueline-Auriol
La rue Jacqueline-Auriol (en occitan : carrièra Jacqueline Auriol) est une voie de Toulouse, chef-lieu de la région Occitanie, dans le Midi de la France.

## Situation et accès

### Description
La rue Jacqueline-Auriol est une voie publique. Elle se trouve au cœur de la zone d'aménagement concerté (ZAC) de Saint-Exupéry-Montaudran – renommé Toulouse Aerospace –, dans le 12e quartier (Pont des Demoiselles / Ormeau / Montaudran / La Terrasse / Malepère).
La chaussée compte, une voie de circulation automobile dans chaque sens. Elle appartient à une zone 30 et la vitesse y est limitée à 30 km/h. Il existe également une piste cyclable à double-sens.

### Voies rencontrées
La rue Jacqueline-Auriol rencontre les voies suivantes, dans l'ordre des numéros croissants (« g » indique que la rue se situe à gauche, « d » à droite) :
1. Avenue de Lespinet
2. Piste des Géants
3. Rue Beppo-de-Massimi (d)
4. Allée Élise-Deroche (g)
5. Allée Jean-Loup-Chrétien (g)
6. Rue Valentina-Terechkova (g)
7. Piste des Géants

## Odonymie
Le conseil municipal du 18 décembre 2009 a donné à la rue le nom de Jacqueline Auriol (1917-2000). Ayant appris à piloter en 1948, elle s'essaie à la voltige, passe ses brevets militaires, de vol à voile et d'hélicoptère, puis de pilote d'essai en 1955. Dans le même temps, elle bat divers records de vitesse. Elle est enterrée au cimetière de Muret auprès de son époux et de son beau-père, Vincent Auriol, président de la République.

## Patrimoine et lieux d'intérêt

### Jardins de la Ligne

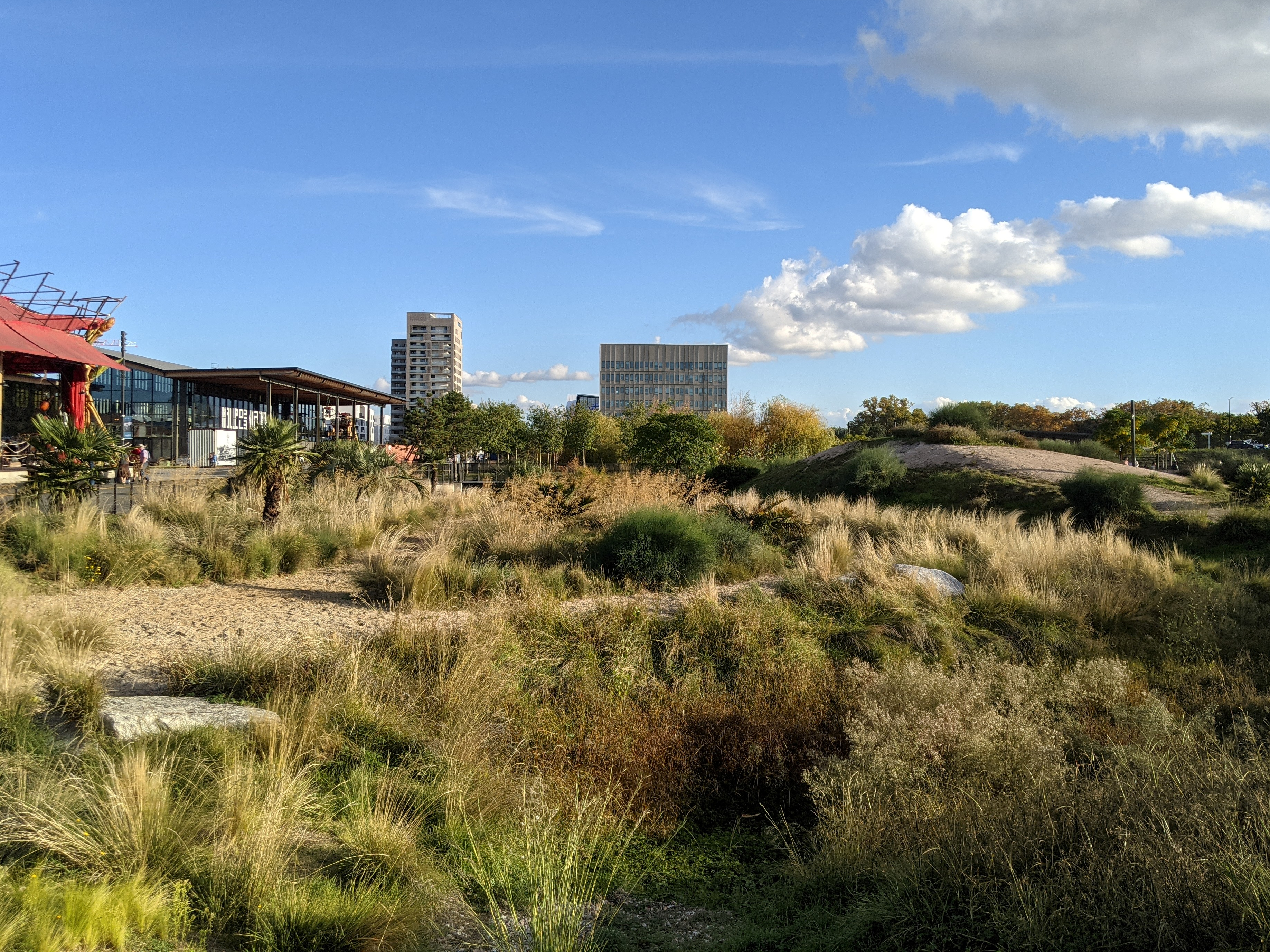
Le jardin de la Mauritanie.

Les jardins de la Ligne sont inaugurés le 17 juin 2017. Ils sont aménagés sur un espace de 2 hectares entre la rue Jacqueline-Auriol, l'avenue de l'Aérodrome-de-Montaudran et la piste des Géants – la piste de l'ancien aérodrome de Montaudran. Ils évoquent l'histoire de l'Aéropostale et les paysages des pays traversés par les aviateurs à travers les essences végétales, les sols et les rochers : Espagne, Maroc, Mauritanie, Sénégal, Brésil, Uruguay, Argentine et Chili. Des bassins recueillent les eaux de pluie, tandis que trois passerelles permettent de surplomber les jardins.  
De l'autre côté, à l'est de la piste et du côté du château de Lespinet-Raynal et des bâtiments occupés par L'Envol des pionniers, le champ d'aviation évoque sur 1,5 hectare l'ambiance paysagère de l'aérodrome.